# Olympische Winterspiele 2014/Teilnehmer (Hongkong)
| Gelbes Symbol für Goldmedaillen mit stilisierten Olympischen Ringen | Graues Symbol für Silbermedaillen mit stilisierten Olympischen Ringen | Braundes Symbol für Bronzemedaillen mit stilisierten Olympischen Ringen |
| ------------------------------------------------------------------- | --------------------------------------------------------------------- | ----------------------------------------------------------------------- |
| —                                                                   | —                                                                     | —                                                                       |

Hongkong nahm an den Olympischen Winterspielen 2014 in Sotschi mit einem Athleten teil. Pan-To Barton Lui hatte sich als erster männlicher Sportler Hongkongs für einen Wettbewerb bei Olympischen Winterspielen qualifiziert.

## Sportarten

### Shorttrack
| Männer - Pan-To Barton Lui 1500 m: 30. Platz |